# Проварное
Проварное (бел. Праварное) — деревня в Червенском районе Минской области. Входит в состав Валевачского сельсовета. На 2013 год постоянное население не учтено.

## Географическое положение
Находится примерно в 19 км к северо-западу от райцентра и в 52 км от Минска, в 30 километрах от железнодорожной станции Смолевичи.

## История
В письменных источниках упоминается с конца XIX века. Согласно переписи населения Российской империи 1897 года деревня Гребёнской волости Игуменского уезда Минской губернии, где располагалось 10 дворов, проживало 57 человек. На начало XX века здесь насчитывалось 10 дворов и 73 жителя. На 1917 год урочище в 8 дворов, где жили 65 человек. С февраля по декабрь 1918 года оккупирована немцами, с августа 1919 по июль 1920 — поляками. 20 августа 1924 года деревня вошла в состав вновь образованного Гребёнского сельсовета Червенского района (с 20 февраля 1938 — Минской области. Согласно Переписи населения СССР 1926 года в деревне было 10 дворов, проживали 87 человек. В период Великой Отечественной войны деревня была оккупирована немцами с начала июля 1941 по начало июля 1944, 2 её жителя погибли на фронте. 16 июля 1954 года в связи с упразднением Гребёнского сельсовета вошла в Валевачский сельсовет. На 1960 год 73 жителя. В 1980-е входила в состав колхоза имени М. Фрунзе. По итогам переписи населения Беларуси 1997 года в деревне насчитывалось 2 жилых дома и 2 жителя.

## Современное состояние
На 2021 год постоянных жителей в деревне не зарегистрировано. однако в летнее время она посещается дачниками. В последнюю субботу июля бывшими жителями деревень Проварное и Глинище отмечается день деревни.

## Население
- 1897 — 10 дворов, 57 жителей
- начало XX века — 10 дворов, 73 жителя
- 1917 — 8 дворов, 65 жителей
- 1926 — 10 дворов, 87 жителей
- 1960 — 73 жителя
- 1997 — 2 двора, 2 жителя
- 2013 — постоянное население не учтено